# 楊顏
楊顏（1984年2月18日—）是一位中国企业家，現時為魅族科技高級副總裁，2011年起開始研發Flyme OS系統。

## 生平
2014年起，任魅族研發副總裁，負責手機軟件系統 “Flyme OS” 的設計、開發、運營。2018年6月20日，魅族再次發佈公司組織架構調整通知，楊顏不再兼任電商業務部高級副總裁，工作職責跟崗位職級不變。2017年12月，魅族再次進行架構調整，在魅族、魅藍和Flyme 三個事業部之外，成立了海外事業部，以他開始兼管配件事業部、電商業務部相關業務及團隊管理。2017 年末的魅族，並不意氣風發，節奏慢下來的魅藍線和魅族線以及不確定的未來，讓此時擔當大任的楊顏倍感壓力。專訪魅族楊顏說：「生態鏈的整合包裝和營銷，去講給消費者聽，很美也是有一定價值的，這點我是承認的。但是我們也不能為了那樣而去做意義不大的事情，如果對消費者沒有價值，我們也做得挺痛苦，那我寧願把耳機做得好一點。」2018年7月，他透露魅族科技會推出「魅族16系列」，當中包括魅族16和魅族16 Plus兩款新型號智能手機。